# Danmark ved sommer-OL 1936
Danmark deltog i sommer-OL 1936 i Berlin, Tyskland med 121 atleter, 105 mænd og 16 kvinder. For andet OL i træk vandt Danmark ingen guldmedaljer, men to sølv- og tre bronzemedaljer.

## Medaljer
- 0 guld, 2 sølv og 3 bronze.

| Medalje | Navn                             | Sport    | Disciplin           |
| ------- | -------------------------------- | -------- | ------------------- |
| Sølv    | Peter Richard Olsen Harry Larsen | Roning   | Toer uden styrmand  |
| Sølv    | Ragnhild Hveger                  | Svømning | 400 m fri           |
| Bronze  | Gerhard Pedersen                 | Boksning | Weltervægt          |
| Bronze  | Hans Lunding Jason               | Ridning  | Military            |
| Bronze  | Inge Sørensen                    | Svømning | 200 m brystsvømning |

## Deltagere

### Kunst
- Aage Nielsen-Edwin
- Thorvald Hagedorn-Olsen
- Knud Gleerup
- Anne Marie Carl Nielsen - deltog med bronzeskulpturen "Uffe hin Spage"
- Poul Bille-Holst

 Tekst mangler, hjælp os med at skrive teksten

### Atletik
- Svend Aage Thomsen
- Harry Siefert
- Willy Rasmussen
- Poul Otto
- Henry Nielsen
- Ernst Larsen
- Børge Larsen
- Gunnar Christensen
- Ejner Bech
- Anders Hartington Andersen

 Tekst mangler, hjælp os med at skrive teksten

### Boksning
- Gerhard Pedersen
- Sigfred Madsen
- Poul Kops
- Børge Holm
- Omar Hermansen
- Viggo Frederiksen
- Kaj Frederiksen
- Gunnar Andreasen

Danmark havde meldt 2 boksere til hver af de otte vægtklasser, men der stillede kun én bokser op for hver vægtklasse. Tvillingerne Kaj og Viggo Frederiksen deltog begge i bokseturneringen. 
- Kaj Frederiksen deltog i fluevægt, hvor han vandt sin første kamp mod Ferdinand Ciatti fra Luxembourg. I den næste kamp tabte han dog til den senere sølvvinder italieneren Gavino Matta.
- Viggo Frederiksen deltog i bantamvægt, men tabte sin første kamp til Oscar de Larrazábal fra Filippinerne.
- Sigfred Madsen deltog i fjervægt, men tabte sin første kamp til Dezső Frigyes fra Ungarn.
- Poul Kops deltog i letvægt, hvor han besejrede nordmanden Ragnar Haugen og Lidoro Oliver fra Argentina. I semifinalen tabte Kops dog til den senere guldvinder Imre Harangi fra Ungarn. Kops stillede ikke op til kampen om bronzemedaljen mod svenskeren Erik Ågren og fik derfor ikke medlje.
- Gerhard Pedersen deltog i weltervægt, hvor han besejrede chileneren Enrique Giaverini i turneringens første runde. Pedersen vandt herefter over Rudolf Andreassen fra Norge og Raúl Rodríguez fra Argentina, men tabte til den senere guldvinder fra Finland Sten Suvio. I bronzekampen vandt Pedersen over franskmanden Roger Tritz.
- Gunnar Andreasen deltog i mellemvægt, men tabte den første kamp til Tin Dekkers fra Holland.
- Børge Holm deltog i letsværvægt, hvor han i første runde af turneringen besejrede østrigeren Paul Schweifer. I anden runde pointbesejrede han hollænderen Wim Fock, men i kvartfinalen tabte Holm til den senere guldvinder, franskmanden Roger Michelot.
- Svend Omar Hermansen deltog i sværvægt, men tabte i sin første kamp til den senere sølvvinder fra Argentina Guillermo Lovell.

### Brydning
- Robert Voigt
- Robert Nielsen
- Aage Meyer
- Peter Larsen
- Hans Frederiksen

 Tekst mangler, hjælp os med at skrive teksten

### Cykling
- Frode Sørensen
- Bjørn Stiler
- Arne "Kohave" Petersen
- Arne "Wedel" Pedersen
- Hans Christian Nielsen
- Tage Møller
- Karl Magnussen
- Knud Jacobsen
- Helge Jacobsen
- Erik Friis
- Heino Dissing

 Tekst mangler, hjælp os med at skrive teksten

### Fægtning
- Erik Hammer Sørensen
- Caspar Schrøder
- Grete Olsen
- Aage Leidersdorff
- Karen Lachmann
- Svend Jacobsen
- Preben Christiansen
- Kim Bærentzen
- Ulla Barding-Poulsen

 Tekst mangler, hjælp os med at skrive teksten

### Hockey
Herrelandsholdet:   
- Carl Weiss
- Mogens Venge
- Mogens Thomassen
- Tage Schultz
- Louis Prahm
- Carl Malling
- Vagn Loft
- Henry Larsen
- Aage Kirkegaard
- Robert Jensen
- Vagn Hovard
- Henning Holst
- Robert Hansen
- Jørgen Gry
- Otto Busch
- Arne Blach

Danmarks hockeylandshold var rimeligt kvalificeret til at deltage. Der var dog, af politiske grunde, ikke udelt begejstring for tanken om at deltage. Men Danmark deltog og tabte i indledende runde til Tyskland 0-6 og spillede 6-6 mod Afghanistan. I placeringskampene om pladserne 5-11 tabte holdet til Schweiz 1-5 og til Japan 1-4, hvilket samlet indbragte en delt syvendeplads blandt de 11 hold.

### Kano og kajak
- Axel Svendsen
- Helge Nielsen
- Verner Løvgreen
- Poul Larsen

 Tekst mangler, hjælp os med at skrive teksten

### Ridning
- Hans Lunding
- Niels Erik Leschly
- Peder Jensen
- Vincens Grandjean

 Tekst mangler, hjælp os med at skrive teksten

### Roning
- Svend Aage Holm Sørensen
- Gunnar Ibsen Sørensen

' Poul Byrge Poulsen
- Olaf Klitgaard Poulsen
- Richard Olsen
- Knud Olsen
- Hans Mikkelsen
- Remond Larsen
- Harry Julius Larsen
- Keld Karise
- Flemming Jensen
- Emil Boje Jensen
- Aage Jensen
- Harry Gregersen
- Bjørner Drøger
- Carl Berner

 Tekst mangler, hjælp os med at skrive teksten

### Sejlsport
- Hans Tholstrup
- Niels Schibbye
- Vagn Kastrup
- Niels Wal Hansen
- Otto Gunnar Danielsen
- Sigurd Christensen
- Carl Berntsen

 Tekst mangler, hjælp os med at skrive teksten

### Skydning
- Erik Sætter-Lassen
- Christen Møller
- Axel Lerche
- Julius Lehrmann
- Vilhelm Johansen
- Julius Hansen

 Tekst mangler, hjælp os med at skrive teksten

### Svømning
- Inge Sørensen
- Elvi Svendsen
- Erik Skou
- Poul Petersen
- Tove Nielsen
- Edel Nielsen
- Hans Malmström
- Tove Bruunstrøm Madsen
- Jørgen Jørgensen
- Finn Jensen
- Ragnhild Hveger
- Aage Hellstrøm
- Grete Frederiksen
- Valborg Christensen
- John Christensen
- Inger Carlsen
- Børge Bæth
- Eva Arndt-Riise

 Tekst mangler, hjælp os med at skrive teksten

### Udspring
- Mette Gregaard
- Karen Margrete Andersen

 Tekst mangler, hjælp os med at skrive teksten

## Boykot
Mange lande protesterede mod, at de olympiske lege blev afholdt i nazisternes Tyskland, fordi den tyske jødepolitik var velkendt. USA var tæt på at boykotte legene, men deltog alligevel. En del enkeltpersoner boykottede dog legene. De fleste var jødiske idrætsudøvere fra forskellige hold verden over. Formelt havde jøder adgang til legene, men i 1935 var de såkaldte Nürnberglove blevet indført, der diskriminerede jøder og udelukkede dem fra tyske sportsklubber.
Kun en lille flok af dansk-jødiske idrætsfolk blev hjemme i protest. 
- Abraham Kurland som var jøde vandt som 20-årig sølvmedalje ved OL i 1932 i Los Angeles. Han boykottede som storfavorit til guldet, de Olympiske Lege i Berlin 1936.[5]
- Ivan Osiier var jøde og meldte fra til OL i Berlin i 1936 i protest mod jødeforfølgelserne i Tyskland.